# Обыкновенный буревестник
Ма́лый буреве́стник, или обыкнове́нный буреве́стник (лат. Puffinus puffinus) — морская птица семейства буревестниковых.

## Описание
Длина тела взрослых птиц от 31 до 36 см, вес от 375 до 500 г. Размах крыльев 60—75 см. Оперение верхней части тела от серого до чёрного цвета, нижняя часть тела белого цвета. Крылья сверху чёрные или серые, снизу белые с чёрной каймой. Клюв голубовато-серый с чёрным кончиком.

## Распространение
Малый буревестник гнездится в северной Атлантике на островах перед западным побережьем Уэльса и на Внутренних Гебридских островах. Имеются небольшие популяции на Азорских островах, Мадейре, островах Селваженш, Канарских островах и на островах перед Бретанью. Ранее считался конспецифичным с обитающим в Средиземном море левантским буревестником (Puffinus yelkouan), именно левантский буревестник регулярно проникает зимой, но иногда и в конце лета, в Чёрное и Азовское моря, в том числе образует скопления у побережья полуострова Крым. 
Встречи обыкновенного буревестника в водах России (Балтийское, Баренцово и Белое моря) возможны, но требуют дополнительных подтверждений.

## Питание
Питание состоит из маленьких рыб, головоногих моллюсков и ракообразных. 

## Размножение
Места гнездовий — это находящиеся на удалении от моря и покрытые травой утёсы. Колонии этого вида часто очень большие. Отдельные особи этого вида предпринимают первые попытки гнездования в возрасте 3 или 4 лет. Но есть и особи, которые начинают гнездиться только с восьмого года жизни. У птиц наблюдается продолжительный моногамный брак и преданность к выбранному месту для гнезда. Гнездо — это выкопанная обоими родителями нора, глубина которой составляет от 1 до 2 м. Единственное яйцо высиживают оба родителя. Родители покидают птенцов примерно через 60 дней. Птенцы теряют сильно в весе и вылетают из гнезда примерно через 8—10 дней после отлёта родителей.
Продолжительность жизни птиц может быть очень долгой. Самая старая окольцованная птица имела возраст более 52 лет.
Общая численность европейской популяции оценивается примерно от 350 000 до 390 000 гнездящихся пар.